# لوكوتيديان
لوكوتيديان (بالفرنسية: Le Quotidien)‏ صحيفة يومية تونسية تصدر باللغة الفرنسية. تأسست في أفريل 2001 وهي إحدى إصدارات دار الأنوار. يبلغ سحب الصحيفة 15000 نسخة.

## روابط إضافية
- موقع لوكوتيديان